# Fabiola Letelier
Fabiola Letelier del Solar (Temuco, ngày 17 tháng 7 năm 1929) là một luật sư người Chile, được ghi nhận vì hoạt động và bảo vệ nhân quyền của cô ở Chile và Mỹ Latinh. Bà là người sáng lập và chủ tịch của CODEPU (1980-1998), đồng thời là luật sư nguyên đơn trong "vụ án Letelier" (1980-1995). Vào ngày 23 tháng 7 năm 2018, cô đã được trao Giải thưởng Nhân quyền Quốc gia, do Viện Nhân quyền Quốc gia trao tặng.